# Irati (Santa Catarina)
Irati is een gemeente in de Braziliaanse deelstaat Santa Catarina. De gemeente telt 2.033 inwoners (schatting 2009).

## Aangrenzende gemeenten
De gemeente grenst aan Formosa do Sul, Jardinópolis, Saltinho, São Lourenço do Oeste en Sul Brasil.